# Dives warczewiczi
Dives warczewiczi е вид птица от семейство Трупиалови.

## Разпространение
Видът е разпространен в Еквадор, Колумбия и Перу.